# Nan Inger Östman
Nan Inger Iwosdotter Östman, född 22 januari 1923 i Stockholm, död 8 april 2015, var en svensk författare.
Östman publicerade även böcker under namnet Nan Inger och Nan Östman. Hon skrev främst barn- och ungdomsböcker, ofta om flickor och hästar, men även några romaner för vuxna.

## Biografi

### Tidiga år
Nan Inger Östman föddes år 1923 i Stockholm. Hennes förnamn Nan var en kortversion av modern Wendelas smeknamn Nennan. Fadern Iwo Åkerholm var revisor. Nan Inger Östman växte upp på Östermalm. Efter flickskola läste hon vid Stockholms högskola och blev filosofie kandidat i språk och psykologi 1946.
Efter examen blev hon anställd som volontär på Svenska Dagbladet och arbetade därefter som journalist på Morgon-Tidningen fram till 1955. Under den här tiden träffade hon sin blivande make, Peter Östman, som också var verksam som journalist. Han utbildade sig sedan till lärare och fick anställning som adjunkt och rektor vid olika skolor i landet. Även Nan Inger Östman undervisade tidvis, först vid Lundsbergs skola i Värmland och sedan vid realskolan i Söderköping och Fryxellska skolan i Sunne. Samtidigt skrev hon böcker, och från 1980 var detta hennes heltidsarbete. Paret fick fyra döttrar, och familjen bosatte sig på en hästgård i Östra Ämtervik i Värmland. Efter att barnen vuxit upp flyttade föräldrarna till Stallarholmen vid Mälaren.

### Författarskap
Nan Inger Östmans författarskap kan indelas i tre perioder. Den första var kort; den varade bara i två år och bestod av ett samarbete med maken. Under pseudonymen Peter Inger gav de ut två detektivromaner, Mördande recension, 1953, och Med döden i hovarna, 1954. Den andra perioden blev längre; mellan åren 1954 och 1994 gav Nan Inger Östman ut 39 böcker för barn eller ungdom, oftast under pseudonymen Nan Inger. Den tredje perioden inföll sent i livet; år 1999 skrev hon vuxenromanen Ett slags sällskap, som sedan följdes av En varm vänskap, 2003. Dessa romaner gavs ut under namnet Nan Östman.
Trots att Nan Inger Östman skrev under en lång tid och vände sig till olika läsargrupper finns det vissa drag som genomsyrar hela hennes författarskap. Främst är det kanske den raka, vardagsnära och osentimentala stilen. Denna framhålls ständigt av både recensenter och läsare som någonting mycket positivt. En läsarinna berättar om sin och sina ryttarkamraters begeistring när Östmans Sedan red jag Dunet, 1968, kom ut: ”Det är egentligen ganska vardagliga händelser som utspelar sig [...] men så väl beskrivet och i så precis rätt ton, att vi omedelbart tog boken till våra hjärtan.”
Stilen är också ofta humoristisk. Särskilt i flickboken Din Christina, 1958, och i ungdomsböckerna Att vara flicka och ha egen häst, 1969, och Spöknatt, 1970, låter hon humorn flöda. Hon kan även vara satirisk, och särskilt dräpande är satiren mot den moderna skolan med osäkra lärare och slagordsmässig elevdemokrati, som får sitt tydligaste uttryck i ungdomsboken Smockan, 1978.
Det finns också vissa miljöer och ämnen som återkommer. Att Nan Inger Östman vuxit upp i en borgerlig, välbärgad och bildad miljö anar man genom markörer som Östermalmsgatan, NK, flickskola, tebjudningar, kårdanser och högskoleexamen. En helt annan miljö är lantlivet med hästar och ridning, där hon, trots all den entusiasm hon förmedlar, inte väjer för beskrivningar av det hårda och smutsiga slitet.
Ett annat motiv som återkommer är kärleken till England och engelsk kultur. Nan Inger Östman tillbringade själv en tid i Cambridge, och i flera av hennes böcker reser flickor till England, som i Din Christina, 1958, och Dyrkade Ebba!, 1992. Anspelningar på engelsk litteratur förekommer ofta — inte minst på Nalle Puh. Huvudpersonen Piglet i den populära serie som inleds med Sedan red jag Dunet är till exempel uppkallad efter Nalle Puhs vän Nasse. En annan klassiker som nämns ibland är Enid Bagnolds National Velvet från 1935, en historia om en flicka och en häst.
Böcker om flickor och hästar blev också Nan Inger Östmans specialitet. Hon hade själv ridit på Ryttarstadion i Stockholm som barn, och intresset för ridning visar hon i de flesta av sina böcker för ungdom. Hästsport blev vid den här tiden alltmer populärt bland flickor, och Nan Inger Östman hade kunskaper och inlevelse i ämnet. Efterhand blev hon dock alltmer kritisk mot hur flickor utnyttjades som obetald arbetskraft på ridhusen och hur föräldrar pressade sina barn att till varje pris vinna tävlingar. Skarpast är den senare kritiken i Rosettjakten, 1985, där en flicka till sist gör ett dramatiskt uppror mot sin välvillige men alltför pådrivande far.

### Senare år, stil
Vid sjuttiosex års ålder överraskade Nan Inger Östman med att ge ut en roman för vuxna, Ett slags sällskap, 1999. Anna, ”sjuttiotvåårig yrkeskvinna, något kantstött men frisk, flitig, boksynt, gift” sätter in en kontaktannons och får svar av änklingen Bo. Man får följa deras brevväxling och växande intresse för varandra, tills de först på slutsidan möts öga mot öga. Jämsides med utvecklingen av deras förhållande får man inblickar i deras vardagsliv, tankar och minnen. Romanen blev mycket uppmärksammad och fortsattes med En varm vänskap, 2003, som handlar om ”flickorna”, en grupp kvinnor som förblivit vänner ända sedan barndomen. Boken presenteras på baksidan som ”något så ovanligt som en generationsroman för dem som är 70+”.
Nan Inger Östmans böcker handlar nästan alltid om flickor och kvinnor. De första fyra, om man undantar de två detektivromanerna hon skrev tillsammans med sin man, kallades ”flickböcker”, men även sedan den beteckningen vid mitten av 1960-talet kom ur bruk, fortsatte hennes barn- och ungdomsböcker att berätta om flickors tillvaro. Hon ville skriva om sådant som hon var förtrogen med. ”Jag växte upp i en totalt kvinnodominerad värld”, säger hon i en intervju. Hemma hade hon en syster, alla kusinerna var flickor, hon gick i flickskola och födde sedan fyra döttrar. ”Män och pojkar är ett mysterium som jag inte känner till”, säger hon, och hon tror inte att några män läser vad hon skrivit. Men för kvinnor i alla åldrar har hennes böcker betytt mycket.
Nan Inger Östman dog 2015, nittiotvå år gammal.

## Eftermäle
Nan Inger Östman fick mycket uppskattning för sina barn- och ungdomsböcker. Redan 1955 vann hon delat första pris i Rabén & Sjögrens barn- och ungdomsbokstävling med sin Möte med verkligheten, där en högborgerlig stockholmsflicka börjar som journalist på en socialdemokratisk tidning i landsorten. Sedan blev det mest hästböcker som hon förknippades med, där hon ansågs nyskapande genom sin realism och genom att skildra inte bara ridningen utan flickornas hela liv med familj, skola, vänskaper och konflikter. Även för yngre barn skrev hon om kärlek till djur, både hästar och hundar, men också om hur den som är liten kan stå på sig mot äldre barns trakasserier. Nan Inger Östman var under många år en av de mest utlånade författarna på biblioteken, och 1987 tilldelades hon Astrid Lindgren-priset.

### Tillsammans med Peter Östman under pseudonymen Peter Inger
- 1953 – Mördande recension
- 1954 – Med döden i hovarna

### Under pseudonymen Nan Inger
- 1954 – Sen ouvertyr
- 1955 – Möte med verkligheten
- 1958 – Din Christina
- 1960 – Utan rektors tillstånd
- 1963 – Pia och Piddel (illustrerad av Veronika Leo-Hongell)
- 1964 – Barbacka (foto av Sture Ryman)
- 1964 – Pia och Piddel för om masten (illustrerad av Eva Zetterlund)
- 1965 – Sadelfast (foto av Sture Ryman)
- 1966 – Katrin
- 1968 – Sedan red jag Dunet
- 1969 – Att vara flicka och ha egen häst
- 1970 – Piglet Ek, var god rid! (Även under titeln "Var god rid!", 1974)
- 1970 – Spöknatt
- 1970 – Arken och jag (teckningar av Olle Poignant)
- 1971 – Pontus och tvillingarna (foto av Jan Weborg)
- 1971 – Målarns flicka (illustrationer av Ilon Wikland)
- 1972 – Pontus och tvillingarna i snön (foto av Kenneth Hamberg)
- 1973 – Ridsommar på Västanås
- 1974 – Natt med häst
- 1975 – Drömmen om en ponny
- 1976 – Önskas köpa: Litet sto
- 1977 – Buttan och Mankan
- 1978 – Smockan
- 1981 – Toppens hemliga liv (illustrerad av Margareta Nordqvist)
- 1981 – Ponnyallsvenskan
- 1983 – Vägen till valparna (illustrerad av Gunilla Nordin)
- 1983 – Toppen, Norpan och spöket (illustrerad av Margareta Nordqvist)
- 1984 – Toppen, Cissi och Bandit (illustrerad av Margareta Nordqvist)

### Under hela namnet Nan Inger Östman
- 1985 – Rosettjakten
- 1985 – Kojan på logen (illustrerad av Jan Gustafsson)
- 1985 – Nickan och valpen (illustrerad av Gunilla Nordin)
- 1986 – M som i mod (illustrationer av Marika Delin)
- 1987 – Vänner tiger som muren
- 1988 – Liten men tuff (illustrerad av Margareta Nordqvist)
- 1989 – Nickan och Benny (illustrerad av Margareta Nordqvist)
- 1991 – Paradis för skummisar (illustrerad av Margareta Nordqvist)
- 1992 – Vilse vid Ormsjön (illustrerad av Margareta Nordqvist)
- 1992 – Dyrkade Ebba!
- 1994 – Såpbubblor och soldater (illustrerad av Gunilla Kvarnström)

### Vuxenromaner under namnet Nan Östman
- 1999 – Ett slags sällskap
- 2003 – En varm vänskap

## Priser och utmärkelser
- 1987 – Astrid Lindgren-priset[2]